# Dimethipin
Dimethipin ist eine chemische Verbindung aus der Gruppe der Sulfone und Dithiine. Sie wird als Entlaubungsmittel bei Baumwolle, Weinreben und Gummibäumen, außerdem als Wachstumsregulator, der die Samenfeuchtigkeit von Reis, Raps, Flachs und Sonnenblume reduziert, verwendet. Dimethipin führt über eine Zerstörung der Epidermiszellen zu erhöhter Transpiration und zum Abfall des Turgors in den Blättern.

## Gewinnung und Darstellung
Dimethinpin kann durch Oxidation von 2,3-Dimethyl-5,6-dihydro-1,4-dithiin mit Wasserstoffperoxid gewonnen werden. Dieses kann wiederum durch Umsetzung von 1,2-Ethandithiol oder 1,1-Ethandithiol mit 3-Chlorbutan-2-on oder 3-Hydroxy-2-butanon in Gegenwart von p-Toluolsulfonsäure gewonnen werden:

## Zulassung
Die EU-Kommission entschied 2007, Dimethidin nicht in die Liste der zulässigen Pflanzenschutzmittel-Wirkstoffe aufzunehmen.
Zurzeit sind in Deutschland, Österreich und der Schweiz keine Pflanzenschutzmittel mit diesem Wirkstoff zugelassen. In den USA ist Dimethipin als Wachstumsregulator und Entlaubungsmittel für Baumwolle und als selektives Herbizid für Baumwolle und nichttragende Apfelbäume zugelassen.